# Jhonny Araujo
Pour les articles homonymes, voir Araujo.
Araujo  Bastidas est un nom espagnol. Le premier nom de famille, en général paternel, est Araujo ; le second, en général maternel, souvent omis, est Bastidas.
Jhonny Araujo, né le 5 mars 2000 à Escuque, est un coureur cycliste vénézuélien. Il est membre de l'équipe Gobierno de Trujillo.

## Biographie
Jhonny Aurajo est originaire d'Escuque, une ville située dans l'État de Trujillo. Il commence à pratiquer le cyclisme sur ses terres natales. En 2019, il s'impose sur la version juvénile du Tour du Venezuela,. Il est également vice-champion national sur route parmi les juniors. 
En 2022, il montre ses qualités de rouleur en devenant champion du Venezuela du contre-la-montre, dans la catégorie des espoirs. Il finit par ailleurs cinquième et meilleur jeune du Tour du Venezuela, inscrit au calendrier de l'UCI America Tour. Sur piste, il décroche la médaille de bronze dans la poursuite par équipes aux Jeux bolivariens, avec ses coéquipiers de la délégation vénézuélienne. 
Lors de la saison 2023, il remporte deux étapes du Tour du Trujillo, une course du calendrier national. Il se distingue ensuite durant l'été 2024 en terminant deuxième du championnat du Venezuela sur route, chez les élites. 

## Palmarès sur route

### Par année
- 2019
  - 2e du championnat du Venezuela sur route juniors
- 2022
  -  Champion du Venezuela du contre-la-montre espoirs
  - Tour de la Guaira
  - 2e du Tour du Zulia
- 2023
  - 2e et 4e étapes du Tour du Trujillo
- 2024
  - 2e du championnat du Venezuela sur route

### Classements mondiaux
| Année                                 | 2023  | 2024 |
| ------------------------------------- | ----- | ---- |
| Classement mondial                    | 2270e | 838e |
| UCI America Tour                      | 237e  | nc   |
|                                       |       |      |
| Légende : nc = non classéSource : UCI |       |      |

## Palmarès sur piste

### Jeux bolivariens
- Valledupar 2022
  -  Médaillé de bronze de la poursuite par équipes